# Glenn Ochal
Glenn Ochal (født 1. marts 1986 i Philadelphia, Pennsylvania, USA) er en amerikansk roer.
Ochal vandt en bronzemedalje ved OL 2012 i London, som del af den amerikanske firer uden styrmand, der desuden bestod af Charlie Cole,
Scott Gault og Henrik Rummel. Amerikanerne kom ind på en tredjeplads i finalen, hvor Storbritannien og Australien sikrede sig guld- og sølvmedaljerne. Han deltog desuden i USA's otter ved OL 2016 i Rio de Janeiro, hvor amerikanerne sluttede på fjerdepladsen.

## OL-medaljer
- 2012:  Bronze i firer uden styrmand